# Alcoolisation
 (novembre 2016).
Si vous disposez d'ouvrages ou d'articles de référence ou si vous connaissez des sites web de qualité traitant du thème abordé ici, merci de compléter l'article en donnant les références utiles à sa vérifiabilité et en les liant à la section « Notes et références ».
L'alcoolisation désigne l’ingestion par un sujet d’alcool, en tant qu’elle crée une zone de contact entre ce sujet et l’alcool. C'est donc un processus qui s’étend dans la durée, et non un état ou une affection (comme l’alcoolisme) ; cela ne préjuge aucunement de l’importance de cette zone de contact, qui peut être nulle (c'est le cas des abstinents), permanente (alcoolisme chronique) ou occasionnelle (alcoolisme aigu ou ivresse récréative).